# Oxytropis halleri
Oxytropis halleri es una de planta de la familia Fabaceae.

## Descripción
Difiere de Oxytropis campestris en tener tallos florales más largos que las hojas, y flores morado-azuladas. Perenne suavemente pelosa con rizoma robusto. Hojas de 10-14 pares de folíolos elípticos a lanceolados. Flores de 1,5-2 cm, en inflorescencias de 5-15. Vaina ovoide, de hasta 2 cm, densamente pelosa. Florece en primavera y verano.

## Distribución y hábitat
En los Pirineos, Alpes, Cárpatos, Escocia y este de Albania. Habita en riscos en las montañas y lugares herbáceos secos.

## Taxonomía
Oxytropis halleri fue descrita por Bunge ex W.D.J.Koch y publicado en Astragalogia (qto.), 24–28, 66–98, pl. 2–8. 1802.
Etimología
Ver: Oxytropis
Citología
Números cromosomáticos de Oxytropis halleri  (Fam. Leguminosae) y táxones infraespecificos = Oxytropis halleri subsp. halleri Bunge: 2n=32
Sinonimia
- Astragalus sericeus Lam.
- Astragalus variabilis Rouy
- Astragalus velutinus Sieber[4]